# Mătăsari
Mătăsari – wieś w Rumunii, w okręgu Gorj, w gminie Mătăsari. W 2011 roku liczyła 3599 mieszkańców.